# Boissy-le-Cutté
Boissy-le-Cutté – miejscowość i gmina we Francji, w regionie Île-de-France, w departamencie Essonne.
Według danych na rok 1990 gminę zamieszkiwało 1039 osób, a gęstość zaludnienia wynosiła 227 osób/km² (wśród 1287 gmin regionu Île-de-France Boissy-le-Cutté plasuje się na 624. miejscu pod względem liczby ludności, natomiast pod względem powierzchni na miejscu 709.).